# Bruno Nitzschke
Bruno Nitzschke (* 10. November 1892 in Seyda; † 11. November 1956) war ein deutscher Politiker (Ost-CDU). Er war von 1946 bis 1950 Landtagsabgeordneter in Sachsen-Anhalt. 

## Leben
Nitzschke führte nach dem Besuch der Volksschule sowie einer Ausbildung zunächst den Klempnerbetrieb seines Vaters weiter; später war er Gemischtwarenhändler. Zur Zeit der Weimarer Republik gehörte Nitzschke der Reichspartei des deutschen Mittelstandes an. Er war Gegner des Nationalsozialismus, dennoch wurde 1947 gegen ihn der Vorwurf erhoben, er sei Mitglied der SA-Reserve gewesen.
Nach dem Zweiten Weltkrieg war er Gründungsmitglied der CDU in Seyda. Bei der Landtagswahl in Sachsen-Anhalt 1946 wurde er für die CDU in den Landtag gewählt. Das Mandat legte er im Juni 1950 aufgrund seiner Enttäuschung über die politische Entwicklung der DDR nieder.